# Kvithammer
Kvithammer este o localitate din comuna Stjørdal, provincia Nord-Trøndelag, Norvegia, cu o suprafață de 0,14 km² și o populație de 216 locuitori (2013).